# Rhizomyia circumspinosa
Rhizomyia circumspinosa är en tvåvingeart som först beskrevs av Ewald Rübsaamen 1899.  Rhizomyia circumspinosa ingår i släktet Rhizomyia och familjen gallmyggor.
Artens utbredningsområde är Tyskland. Inga underarter finns listade i Catalogue of Life.